# Cleveland Abbe
Cleveland Abbe, né le 3 décembre 1838 à New York et mort le 28 octobre 1916 à Chevy Chase, est un météorologue américain, directeur de l'Observatoire de Cincinnati et s'étant notamment distingué pour son travail sur les fuseaux horaires et comme premier chef météorologue de l’US Weather Bureau, l'ancêtre du National Weather Service actuel.

## Biographie

### Jeunesse
Cleveland Abbe est né à New York, fils du marchand prospère George Waldo Abbe et de Charlotte Colgate. Un de ses jeunes frères, Robert, est devenu un éminent chirurgien et radiologue. Au David B. Scott Grammar School, Cleveland excellait en mathématiques et en chimie. Il reçut un baccalauréat ès arts de la Free Academy (maintenant le City College of New York) en 1857 où un de ses professeurs fut Oliver Wolcott Gibbs,.
Abbe a commencé à travailler comme tuteur en mathématiques à l'école secondaire Trinity School en 1857 et 1858. Il a ensuite enseigné l'ingénierie, à titre de professeur adjoint à l'Université du Michigan en 1859, puis fut  tuteur dans ce domaine, jusqu'à ce qu'il quitte en 1860,. Au cours de ce séjour au Michigan, il étudia l'astronomie avec le professeur Franz Brünnow.
Lorsque la guerre civile éclata, il tenta de joindre l'armée de l'Union échoua le test de vision à cause de sa myopie et passa les années de guerre à l'université Harvard à Cambridge (Massachusetts). Il y travailla comme assistant de Benjamin Gould, astronome et chef du département des longitudes de la United States Coast Survey. Il a reçu son baccalauréat ès sciences de l'Université Harvard en 1864,  ce qui a également marqué la fin de son travail avec la US Coast Survey. C'est à Cambridge qu'il côtoya des scientifiques du Nautical Almanac, comme William Ferrel, qui ont probablement piqué sa curiosité vers la météorologie.
Il étudia ensuite en Russie à l'Observatoire de Poulkovo, en tant qu'invité. Il y était très heureux car il y fut entouré d'intellectuels ayant les mêmes intérêts, dont avec Otto Struve, et apprécia le paysage. Il revint en 1866 aux États-Unis désireux d'étudier l'astronomie. Son premier emploi en astronomie fut à l'Observatoire naval des États-Unis, puis le poste de directeur de l'Observatoire de Cincinnati lui fut offert en 1868 par la Société Astronomique de Cincinnati où il passa quelques années pendant lesquels son intérêt se porta graduellement vers la météorologie,.
Notant que les conditions météorologiques affectaient directement le travail des astronomes, il obtint l'approbation de noter les conditions du temps et de travailler à sa prévision à partir de la prémisse que celles-ci pourraient et devraient être produites à un coût minimal, peut-être même produire un revenu. En 1873, il reçut son congé de l'Observatoire Cincinnati en raison de problèmes de financement et prit la décision qui allait changer sa carrière.

### Carrière en météorologie
Cleveland Abbe ne voulait pas seulement noter les conditions météorologiques et les déplacer dans le temps et l'espace comme cela avait été fait auparavant. Il se concentra sur le problème de la prévision météorologique, ce qui implique l'étude des principes physiques qui sont en cause, et de l'émission d'avertissements pour prévenir la population du temps significatif, comme les tempêtes. Ce travail commença à Cincinnati et son premier bulletin fut publié le 1er septembre, 1869,. À cause de son expérience, il fut nommé chef-météorologiste à l’US Weather Bureau nouvellement formé le 3 janvier 1871 qui à l'époque faisait partie du Corps des transmissions de l'Armée des États-Unis,.
Une des premières choses qu'il reconnut fut le besoin de données sur les conditions actuelles et avec un financement à court terme de la Chambre de Commerce de Cincinnati, il enrôla 20 observateurs bénévoles pour relever les conditions météorologiques à divers endroits et a convainu Western Union de permettre à ceux-ci de les transmettre sans frais à son équipe. Il a personnellement choisit les instruments de collecte de données et il forma des sergents d'observateurs de l'armée dans leur utilisation. Les données in situ furent transmises à fréquence fixes et en utilisant un code conçu pour minimiser le nombre de mots. Des commis aux communications les décodaient, les enregistraient et traçaient manuellement les informations sur des cartes météorologiques, utilisés ensuite par les prévisionnistes.
Le 19 février 1871, Abbe a personnellement émis le premier rapport officiel de l’US Weather Bureau et fut le seul météorologue du bureau durant les six prochains suivants, tout en formant simultanément d'autres. À la mi-1871, deux lieutenants de l'Armée et un professeur civil se joignirent à lui ce qui permit de répartir le travail. Abbe exigeait un langage précis dans les prévisions et s'assurait que quatre éléments clés étaient toujours présents : les conditions nuageuses et les précipitations, la température, la direction du vent et la pression atmosphérique au sol.
À la fin de la première année, plus de 60 copies de cartes météorologiques avaient été envoyées au Congrès, à la presse et à diverses institutions scientifiques. En 1872, Cleveland Abbe envoyait régulièrement plus de 500 cartes et bulletins quotidiens à l'étranger en échange de données météorologiques européennes. Il insista également sur la vérification des prévisions. Au cours de la première année de fonctionnement, en 1871, son personnel releva un taux de succès de 69 % et il s'excusa pour l'autre 31 % en citant comme cause principale les contraintes de temps dans l'émission de ces bulletins.
Abbé insista pour que le service météo soit toujours à l'avant-garde de la technologie. La division de l'instrumentation du Weather Bureau testa et calibra des milliers de dispositifs. Elle commença même à concevoir et construire ses propres instruments. À la fin du XIXe siècle, des équipements auto-enregistreurs furent introduits et les États-Unis devinrent un chef de file dans les stations automatiques d'observation. Anticipant une augmentation de la coopération internationale, Abbe commença à chercher des instruments de qualité étalonnés selon les normes internationales. Il a enrôla Oliver Wolcott Gibbs de Harvard et Arthur Wright de Yale pour concevoir un équipement amélioré. Pour fins de comparaison, Abbe fit l'acquisition d'un baromètre de Heinrich von Wild (directeur de l'Observatoire central Nicolas en Russie), ainsi que d'un anémomètre et de plusieurs types d'hygromètres de l'Allemagne. Il inventa aussi alors un anémo-baromètre pour tester l'effet de tirage de l'air par les cheminées et les fenêtres dans les espaces clos.
Abbé retourna au monde universitaire en 1886 en acceptant un poste de professeur à l'Université Colombian où il enseigna la météorologie jusqu'en 1905. Il fut un conférencier régulier à l'Université Johns-Hopkins de 1896 à 1914. Abbe mourut en 1916, après plus de 45 années de réalisations scientifiques remarquables. Il a été enterré dans le cimetière de Rock Creek à Washington, DC.

### Éditeur

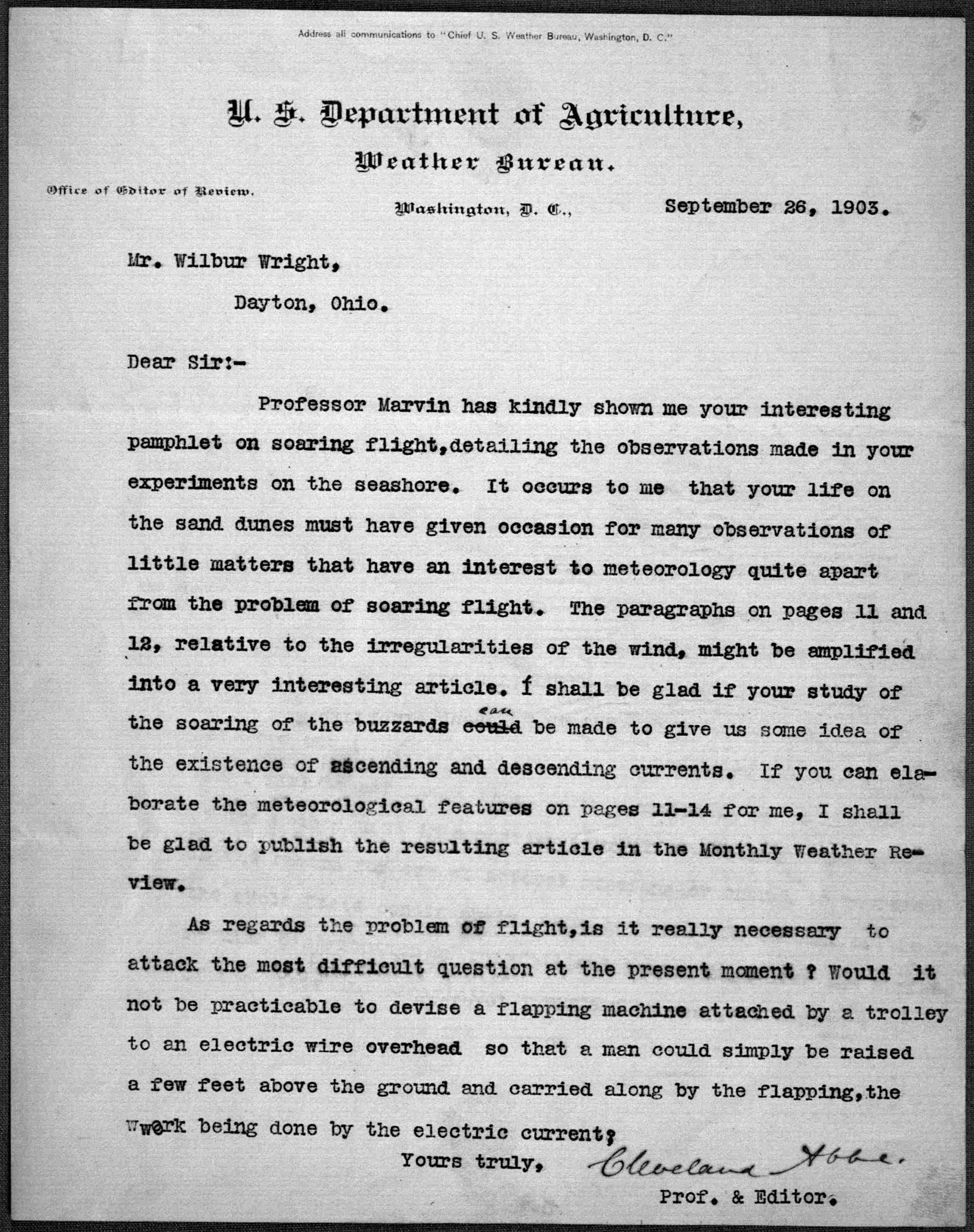
Lettre de Cleveland Abbe à Wilbur Wright lui demandant un article sur le vol thermique pour le Monthly Weather Review.

Cleveland Abbe fut le fondateur et le premier éditeur de la revue Monthly Weather Review en 1872, qui porte sur les aspects les plus pratiques de l'observation et de la prévision météorologique. 
Abbe a également été le rédacteur en chef de 1892 à 1915 (juste avant sa mort). Ce magazine fut publié par le Weather Bureau, puis son successeur le National Weather Service, jusqu'en 1974. À cette date, le gouvernement américain a décidé de transférer la responsabilité de sa publication à l’American Meteorological Society.
L'Observatoire du Mount Weather en Virginie a également produit un bulletin météo, dont Abbe fut le rédacteur en chef de 1909 à 1913.

## Promoteurs des fuseaux horaires
Pour relier temporellement les informations entre elles, Cleveland Abbe avait besoin d'un système de chronométrage qui était compatible entre les stations. Pour ce faire il a divisé les États-Unis en quatre fuseaux horaires. Il publia, en 1879, un document intitulé Rapport sur l'heure normale. En 1883, il convainquit les entreprises de chemin de fer en Amérique du Nord à adopter son système de fuseau horaire. En 1884, la Grande-Bretagne, qui avait déjà adopté son propre système de temps standard l'aida à obtenir un consensus international pour un temps global. Au même moment, le gouvernement américain, influencé en partie par son article 1879, a adopté le système de fuseau horaire.

## Notoriété
Il est l'auteur de près de 300 articles scientifiques et le récipiendaire de trois doctorats honorifiques. Son école d'origine, le City College de New York, lui décerna un tel doctorat en 1891, en 1888 c'est l'Université du Michigan qui le fit et ce fut le tour de l'Université de Glasgow en 1896.
Cleveland Abbe fut élu membre associé de l'Académie américaine des arts et des sciences en 1884,. En 1912, la Royal Meteorological Society lui a remis la médaille d'or commémorative Symons, citant sa contribution « à l'instrumentation, aux statistiques, à la thermodynamique en météorologie dynamique et à la prévision ».
En 1916, il reçut la Médaille du bien-être public de la National Academy of Sciences, qui lui a également donné la Médaille Hartley Marcellus. Il fut l'un des 33 fondateurs de la National Geographic Society,.

### Autres références
- (en) John William Leonard et Albert Nelson Marquis, Who's Who in America : A Biographical Dictionary of Notable Living Men and Women of the United States, vol. 5: 1908-1909, Chicago, IL, A. N. Marquis & Company, 1908 (lire en ligne).
- (en) George Edwin Rines, « Abbe, Cleveland », Encyclopedia Americana, New York, NY, The Encyclopedia Americana Corporation, vol. I: A-Annuals,‎ 1918 (LCCN 18016023, lire en ligne).